# Mintonia caliginosa
Mintonia caliginosa är en spindelart som beskrevs av Fred R. Wanless 1987. Mintonia caliginosa ingår i släktet Mintonia och familjen hoppspindlar. Inga underarter finns listade i Catalogue of Life.